# Candiwulan (Kebumen)
Candiwulan is een bestuurslaag in het regentschap Kebumen van de provincie Midden-Java, Indonesië. Candiwulan telt 2340 inwoners (volkstelling 2010).